# Avion spatial expérimental réutilisable chinois
L'avion spatial expérimental réutilisable chinois (chinois : 可重复使用试验航天器 ; pinyin : Kěchóngfùshǐyòng shìyàn hángtiānqì ; litt. « vaisseau spatial expérimental réutilisable ») est le premier engin spatial réutilisable produit par la Chine. Le vaisseau est lancé en orbite terrestre enfermé dans une coiffe de fusée comme un satellite classique, mais il revient sur Terre horizontalement via un atterrissage sur piste comme un avion conventionnel, effectué de manière autonome. En l'absence de toute description officielle de l'appareil ou de photographies détaillées de celui-ci, certains observateurs ont émis l'hypothèse que l'avion spatial pourrait ressembler à la navette X-37 américaine, tant dans sa forme que dans sa fonction,. Son premier lancement a lieu le 4 septembre 2020.

## Historique des missions
L'agence de presse publique Xinhua a rapporté en 2017 que la Chine prévoyait de lancer en 2020 un vaisseau spatial réutilisable conçu pour « voler dans le ciel comme un avion ».

### Mission 1
La première mission du vaisseau spatial a débuté le 4 septembre 2020 à 07h30 UTC lorsqu'il a été lancé en orbite terrestre basse via une fusée Longue Marche 2F/T3 depuis la Base de lancement de Jiuquan,,,. Selon l'agence de presse Xinhua, « après une période de fonctionnement en orbite, le vaisseau spatial reviendra au site d'atterrissage prévu en Chine. Il testera des technologies réutilisables pendant son vol, fournissant un soutien technologique à l'utilisation pacifique de l'espace ».
La coiffe de la Longue Marche 2F/G emportant cet avion spatial dispose d'extensions en forme de bosses, ce qui a conduit à spéculer que l'avion spatial ressemble au Boeing X37-B américain,,.
Les médias chinois ont rapporté que « le vaisseau spatial expérimental restera en orbite pendant un certain temps avant de retourner au site d'atterrissage national prévu. Au cours de cette période, il effectuera comme prévu une vérification de la technologie réutilisable pour fournir un soutien technique à l'utilisation pacifique de l'espace. ».
Des rapports non officiels indiquent que le vaisseau spatial fait partie du programme d'avion spatial Shenlong (en), qui serait similaire au Boeing X-37.
Le 6 septembre 2020, deux jours après le lancement, l'appareil est revenu avec succès sur Terre,. Selon les observateurs Marco Langbroek et Jonathan McDowell, le site d'atterrissage du vaisseau spatial était une base aérienne située à Lob Nor, en Chine.
Le 7 septembre 2020, la société de reconnaissance par satellite commercial Planet Labs a publié une photo satellite d'une piste de 5 km à Lob Nor, prise peu après l'atterrissage du vaisseau spatial. L'astronome Jonathan McDowell du Harvard-Smithsonian Center for Astrophysics a émis l'hypothèse que l'un des points visibles sur l'image de la piste était l'avion spatial chinois.
Le 8 septembre 2020, Spaceflight Now a rapporté que des analystes américains avaient détecté le lancement à 7h30 GMT le 4 septembre et que son orbite avait une altitude comprise entre 332 et 348 kilomètres et une inclinaison de 50,2 degrés.

### Mission 2
Le 4 août 2022 vers 16h00 UTC, l'avion spatial a été lancé une deuxième fois, toujours au sommet d'une fusée Longue Marche 2F. Le vaisseau spatial a été observé en train d'élever son orbite le 25 août 2022 jusqu'à une orbite quasi circulaire de 597 par 608 kilomètres. En vol, il a déployé au moins un objet, soit un petit satellite, soit un engin de surveillance. Le 8 mai 2023, l'avion spatial est revenu sur Terre après 276 jours en orbite.

### Mission 3
Le 14 décembre 2023 vers 14h12 UTC, l'avion spatial a été lancé pour la troisième fois, toujours au sommet d'une fusée Longue Marche 2F. Il a déployé au moins sept objets en orbite. Le 6 septembre 2024, à 01h10 UTC, l'avion spatial est revenu sur Terre après 266 jours et 10 heures en orbite.
L'appareil est photographié depuis le sol par un amateur,,.

### Liste des missions
Aucune information concernant le nombre total de vaisseaux qui auraient été construits ou en opération n'est rendue publique.
| Vol       | Véhicule | Date de lancement           | Date d'atterrissage        | Lanceur          | Durée                  | Notes | Statut |
| --------- | -------- | --------------------------- | -------------------------- | ---------------- | ---------------------- | --- | ------ |
| mission 1 | inconnu  | 4 septembre 2020 07:30 UTC  | 6 septembre 2020 02:00 UTC | Longue Marche 2F | 2 jours                | - Premier atterrissage autonome sur piste depuis l’orbite en Chine - Premier vol du vaisseau - Atterrissage à Lob Nor        | Succès |
| mission 2 | inconnu  | 4 août 2022 16:00 UTC       | 8 mai 2023                 | Longue Marche 2F | 276 jours              | - Atterrissage à Lob Nor - L'appareil a effectué des manœuvres orbitales - L'appareil a largué au moins un sous-satellite    | Succès |
| mission 3 | inconnu  | 14 décembre 2023 ~14:12 UTC | 6 septembre 2024 01:10 UTC | Longue Marche 2F | 266 jours et 10 heures | - Atterrissage à Lob Nor - L'appareil a effectué des manœuvres orbitales - L'appareil a largué au moins sept sous-satellites | Succès |

## Caractéristiques
Les seules informations disponibles publiquement sur le programme sont les photographies prises depuis le sol par un amateur en 2024,, révélant des structures semblables à des panneaux solaires ou des antennes. Les coiffes utilisées, ayant été photographiées souvent après leur retombée sur Terre, montrent des extensions pouvant abriter des ailes et permettent de contraindre la taille et l'envergure de l'engin,,,.
En novembre 2024, une photographie beaucoup plus précise de la navette, prise par un satellite de Maxar Technologies, est publiée, permettant une reconstitution plus fidèle.
Sans qu'un lien soit clairement établi entre ces deux projets, en 2020, Chen Hongbo, de la Société de sciences et technologies aérospatiales de Chine (CASC), principal constructeur de l'agence spatiale chinoise, a déclaré lors d'une interview en 2017 qu'un avion spatial national pouvant transporter des passagers et pouvant être réutilisé jusqu'à 20 fois volerait d'ici 2025,. Chen a déclaré que cet appareil comporterait deux étages, dont le premier (un avion porteur) utiliserait un statoréacteur.

## Spéculations sur le rôle de l'avion spatial
Interrogé sur le rôle de l'avion spatial, Brian Weeden, directeur de la planification des programmes de la Secure World Foundation, a déclaré : « C'est une excellente question. Nous ne savons même pas vraiment pourquoi l'armée américaine cherche à créer un avion spatial. ».
Jonathan McDowell a émis l'hypothèse que les vitesses très élevées que le vaisseau spatial a subies lors de sa rentrée dans l'atmosphère pourraient aider les Chinois dans leur développement de missiles hypersoniques. Il a ajouté que les Chinois ont peut-être pensé : « Si les Américains en ont un, il doit y avoir une bonne raison à cela, alors nous ferions mieux d'en avoir un aussi. ».